# 스웨덴 여자 아이스하키 국가대표팀
스웨덴 여자 아이스하키 국가대표팀(스웨덴어: Sveriges damlandslag i ishockey은 스웨덴의 여자 아이스하키 국가대표팀이다. 

## 대회 기록

### 올림픽
- 1998년 : 5위
- 2002년 : 동메달
- 2006년 : 은메달
- 2010년 : 4위
- 2014년 : 4위
- 2018년 : 7위
- 2022년 : 8위